# ألكس باستور
ألكس باستور (بالإسبانية: Álex Pastor) هو لاعب كرة قدم إسباني في مركز الدفاع، ولد في 1 أكتوبر 1999 في برشلونة في إسبانيا. لعب مع فيس بيزارو 1898 ‏.

## وصلات خارجية
- ألكس باستور على موقع قاعدة بيانات كرة القدم.إي يو (الإنجليزية)
- ألكس باستور على موقع Soccerway.com (الإنجليزية)